# Rémy S. Pasquet
Rémy S. Pasquet (1959) es un botánico francés, que recolectó especímenes botánicos en Camerún.
Trabajó en bioseguridad del caupí en el Centro Internacional de Fisiología y Ecología de los Insectos de 1998 a 2009. En la actualidad con el proyecto IRD-NSBB, estudiando la genética de poblaciones de diferentes barrenadores del tallo de maíz de Kenia, especialmente en relación con la estructura poblacional y los cambios esperados después de la introducción del maíz Bt.

## Algunas publicaciones
- ------------, Fotso, M. 1991. Les légumineuses alimentaires du Cameroun, premiers résultats. In Boutrais, J., ed, Du politique à l'économique, études historiques dans le bassin du lac Tchad: 317-360. ORSTOM, Paris

- 1992. Les cultivars de niébé (Vigna unguiculata) du Cameroun. In: Complexes d'espèces, flux de gènes et ressources génétiques des plantes: 629-630. BRG, Paris

- ------------, Fotso, M. 1997. The ORSTOM bambara groundnut collection. In Heller, J., Begemann, F., Mushonga, J., eds, Bambara groundnut Vigna subterranea (L.) Verdc.: 119-123. IPGRI, Roma

- ------------, Baudoin, J.P. 1998. Le niébé. In Charrier, A., Jacquot, M., Hamon, S., Nicolas D., ed., Amélioration génétique des plantes tropicales: 483-505. CIRAD-ORSTOM, Paris

- ------------, Fotso, M. 1998. Le niébé face aux haricots américains (Cameroun). In Chastanet, M., ed, Plantes et paysages d'Afrique. Une histoire à explorer : 231-249. Karthala, Paris

- Garba, M., Pasquet, R.S. 1998. Vigna vexillata (L.) A.Rich. gene pool. In Soerensen, M., Estrella, E., Hamann, O., Rios, R., eds. Proceedings of second international symposium on tuberous legumes: 61-71. MacKenzie, Copenague

- 1999. Genetic relationships among subspecies of Vigna unguiculata (L.) Walp. based on allozyme variation. TAG Theoretical & Applied Genetics 98 ( 6-7 ) : 1104-1119

- ------------, Fotso, M. 2000. Une légumineuse alimentaire, le niébé. In Seignobos, C., Iyébi-Mandjek, O., eds., Atlas de la province Extrême-Nord Cameroun: 88-90. IRD, Paris

- ------------, Baudoin, J.P. 2001. Cowpea. In Charrier, A., Jacquot, M., Hamon, S., Nicolas D., eds., Tropical plant breeding: 177-198. Science publishers, Enfield, USA - CIRAD, Montpellier

- 2001. Notes on the Genus Vigna (Leguminosae-Papilionoideae). Kew Bulletin 56 ( 1 ): 223-227

- 2001. Vigna Savi. In Mackinder, B., Pasquet, R., Polhill, R., Verdcourt, B., eds, Flora Zambesiaca, volume 3, part 5, Phaseoleae: 121-156. Royal Botanic Gardens, Kew

- 2004. The African centers of domestication. In Goodman, R., ed., Encyclopedia of Plant and Crop Science: 304-306. Marcel Dekker Inc., New York

- Ba, F.S., Pasquet, R.S., Gepts, P. 2004. Genetic diversity in cowpea [Vigna unguiculata (L.) Walp.] as revealed by RAPD markers. Genet. Resour. Crop Evol. 51-5: 539-550

- 2004. New synonyms of Vigna luteola (Jacq.) Benth. (Leguminosae-Papilionoideae-Phaseoleae). Kew Bull. 59-4: 637-638
- Thulin, M., Lavin, M., Pasquet, R., Delgado-Salinas, A. 2004. Phylogeny and biogeography of Wajira (Leguminosae): a monophyletic segregate of Vigna centered in the Horn of Africa region. Syst. Bot. 29-4: 903-920

- Van der Maesen, L.J.G., Pasquet, R. 2006. Vigna Savi. In Akoegninou, A., Van der Burg, W.J., Van der Maesen, L.J.G., eds, Flore Analytique du Benin: 734-747. Backhuis Publishers, Wageningen

- Kouadio, D., Toussaint, A., Pasquet, R.S., Baudoin, J.P. 2006. Barrières pré-zygotiques chez les hybrides entre formes sauvages du niébé, Vigna unguiculata (L.) Walp. Biotechnol. Agron. Soc. Environ. 10-1: 33-41

- Feleke, Y., Pasquet, R.S., Gepts, P. 2006. Development of PCR-based chloroplast DNA markers that characterize domesticated cowpea (Vigna unguiculata ssp. unguiculata var. unguiculata) and highlight its crop-weed complex. Plant Syst. Evol. 262-1/2: 75-87

- Basu, S., Mayes, S., Davey, M., Roberts, J.A., Azam-Ali, S.N., Mithen, R., Pasquet, R.S. 2007. Inheritance of 'domestication' traits in bambara groundnut (Vigna subterranea (L.) Verdc.) Euphytica 157-1/2: 59-68

- Kouadio, D., Echikh, N., Toussaint, A., Pasquet, R.S., Baudoin, J.P. 2007. Organisation du pool génique de Vigna unguiculata (L.) Walp.: croisements entre les formes sauvages et cultivées du niébé. Biotechnol. Agron. Soc. Environ. 11-1: 47-57

- Kouakou, C.K., Roy-Macauley, H., Gueye, M.C., Otto, M.C., Rami, J.F., Cisse, N., Pasquet, R.S. 2007. Diversité génétique des variétés traditionnelles de niébé [Vigna unguiculata (L.) Walp.] au Sénégal: étude préliminaire. Plant Genet. Resour. Newslett. 152: 33-44

- 2007. Vigna verdcourtii (Papilionoideae), a new species from eastern Africa. Bothalia 37-1: 51-54

- Pasquet, R.S., Peltier, A., Hufford, M.B., Oudin, E., Saulnier, J., Paul, L., Knudsen, J.T., Herren, H.H., Gepts, P. 2008. Long-distance pollen flow assessment through evaluation of pollinator foraging range suggests transgene escape distances. Proc. Natl. Acad. Sci. USA 105-36: 13456-13461

- DELGADO-SALINAS A., THULIN M. , PASQUET R., WEEDEN N., LAVIN M. 2011. Vigna (Leguminosae) sensu lato : the names and identities of the American segregate genera. American Journal of Botany 10(98): 1694-1715

- ANDARGIE , PASQUET R. , GOWDA B. S., MULUVI G. M., TIMKO M. P. 2011. Construction of a SSR-based genetic map and identification of QTL for domestication traits using recombinant inbred lines from a cross between wild and cultivated cowpea (V. unguiculata (L.) Walp.) Molecular Breeding 3(28): 413-420

- MAHE F., MARKOVA D., PASQUET R., MISSET M. T., AINOUCHE A. 2011. Isolation, phylogeny and evolution of the SymRK gene in the legume genus Lupinus L. Molecular Phylogenetics and Evolution 1(60): 49-61

### Libros
- 1994. Organisation évolutive des formes spontanées et cultivées du Niebe, Vigna unguiculata (L.) Walp. Biosystématique et processus de domestication. 289 pp.

- La abreviatura «Pasquet» se emplea para indicar a Rémy S. Pasquet como autoridad en la descripción y clasificación científica de los vegetales.[2]